# Dziedzictwo archeologiczne doliny Lenggong
Dziedzictwo archeologiczne doliny Lenggong (malajski Warisan Arkeologi Lembah Lenggong, ang. Archaeological Heritage of the Lenggong Valley) – obiekt dziedzictwa kulturowego znajdujący się na Półwyspie Malajskim, w stanie Perak, w Malezji Zachodniej, obejmujący cztery stanowiska archeologiczne o łącznej powierzchni 398,64 ha, wpisany w 2012 roku na listę światowego dziedzictwa UNESCO.

## Charakterystyka
Dolina Lenggong zajmuje obszar o powierzchni 9773 ha znajdujący się w północnej części malezyjskiego stanu Perak, ok. 100 km na północ od jego stolicy, miasta Ipoh. Ze względu na swoje położenie wzdłuż rzeki Perak oraz między dwoma pasmami górskimi – Banjaran Bintang i Banjaran Titiwangsa – dolina charakteryzuje się łagodnym klimatem oraz bogatą fauną i florą, co w połączeniu z dużą ilością surowca do produkcji narzędzi kamiennych sprzyjało obecności człowieka na tym terenie od czasów prehistorycznych.
Wpisane na listę światowego dziedzictwa dobro składa się z czterech stanowisk archeologicznych skupionych w dwóch zespołach (ang. cluster) oddalonych od siebie o ok. 5 km:
- Cluster 1 – składa się ze stanowiska archeologicznego Bukit Bunuh-Kota Tampan o powierzchni 281,06 ha, które otacza strefa buforowa o powierzchni 827,34 ha,
- Cluster 2 – obejmuje 3 stanowiska archeologiczne: Bukit Jawa (o powierzchni 6,18 ha), Bukit Kepala Gajah (o powierzchni 108,25 ha) oraz Bukit Gua Harimau (o powierzchni 3,15 ha) otoczone wspólną strefą buforową wielkości 959,43 ha.

Kompleksowe wykopaliska archeologiczne prowadzone są na tym obszarze od 1987 roku. W dolinie Lenggong odnaleziono jedne z najstarszych na świecie i najstarsze poza kontynentem afrykańskim ślady działalności człowieka. Dziedzictwo archeologiczne tego terenu obejmuje prymitywne paleolityczne warsztaty mieszczące się zarówno na wolnym powietrzu – na brzegach dawnego jeziora i w dawnych korytach rzek – jak również w górskich jaskiniach. Znajdowane były również naczynia z gliny i brązu. Ich znaczna liczba świadczy o obecności stosunkowo licznej społeczności, prowadzącej częściowo osiadły tryb życia. 
Sekwencja stratygraficzna na tym terenie obejmuje okres historii hominidów od 1,83 mln do 1700 lat temu (od paleolitu, przez neolit, epokę brązu aż po epokę żelaza), co czyni ją jedną z najdłuższych na świecie. Jest to jedno z nielicznych poza Afryką zachowanych stanowisk człowieka paleolitycznego in situ. Oznacza to, że artefakty w przeciągu milionów lat nie zmieniły swojego pierwotnego położenia.
Najstarsze, odnalezione w Bukit Bunuh narzędzia (m.in. pięściaki) zostały zachowane w suevicie w wyniku uderzenia meteorytu, do którego doszło 1,83 mln lat temu. Artefakty odnalezione na stanowisku Bukit Jawa liczą natomiast ok. 100–200 tys. lat. Odkryty w Kota Tampan warsztat wytwarzający kamienne narzędzia zachował się w bardzo dobrym stanie. Zakład został ok. 75 tys. lat temu nagle opuszczony w wyniku wybuchu wulkanu Toba, o czym świadczy warstwa popiołów z tej erupcji. Miejscowi wytwórcy pozostawili po sobie liczne przyrządy do produkcji narzędzi, a także zarówno już wykończone, jak i jeszcze niedokończone narzędzia. Dzięki temu stanowisko Kota Tampan dostarczyło bezcennej wiedzy o paleolitycznych tradycjach kamieniarskich i technikach produkcji w Azji Południowo-Wschodniej.
W wychodni krasowej na terenie stanowiska Bukit Kepala Gajah znajduje się 20 jaskiń. W 1991 roku w jednej z nich, jaskini Gua Gunung Runtuh, odkryto szkielet Człowieka z Perak (ang. Perak Man) – najstarszy i najbardziej kompletny szkielet człowieka w tej części Azji, którego wiek szacowany jest na ok. 10 tys. lat. Badania wykazały, że Człowiek z Perak urodził się z bardzo rzadką wadą wrodzoną, brachydaktylią typu A2. Mimo to pełnił w lokalnej społeczności ważną funkcję; prawdopodobnie był szamanem.